# L'Aventure du Sucre
L'Aventure du Sucre est un musée mauricien situé à Pamplemousses. Installé dans une ancienne usine sucrière, il traite de la culture de la canne à sucre.